# Mitsubishi AAM-4
Shiki 99 (99式空対空誘導弾, きゅうきゅうしきくうたいくうゆうどうだん) là loại tên lửa không đối không tầm trung của Nhật Bản. Nó được phát triển cho lược lượng phòng vệ Nhật Bản từ năm 1994 và chế tạo bởi Tập đoàn công nghiệp nặng Mitsubishi đưa vào trang bị từ năm 1999 để thay cho tên lửa AIM-7 Sparrow của Hoa Kỳ. Tên lửa sử dụng hệ thống ra đa chủ động kết nối với cơ sở dữ liệu tại nơi phóng để tìm mục tiêu. Loại tên lửa này còn được gọi là AAM-4.

## Phát triển
Trong những năm 1990, Nhật Bản đã quan tâm đến việc dùng tên lửa AIM-120 AMRAAM để thay thế các tên lửa AIM-7 Sparrow của Hoa Kỳ sau khi loại tên lửa này hoàn tất việc phát triển và thử nghiệm với các tính năng giống yêu cầu của Nhật Bản. Nhưng sau đó đã suy tính đến nguồn cung ổn định, chi phí và thời gian cung cấp cho loại tên lửa này vì thường chỉ có các nước NATO mới được ưu tiên mua các vũ khí tiên tiến nhất sau quân đội Hoa Kỳ một khoảng thời gian. Vì thế Nhật Bản đã quyết định tự phát triển một loại tên lửa không đối không riêng của mình với chức năng bằng hoặc hơn AIM-120 với việc phát triển tiếp một loại tên lửa đang được phát triển dang dở trước đó trong những năm 1980.
Bộ quốc phòng Nhật Bản (khi đó là Cục Phòng vệ Nhật Bản) đã tiến hành nghiên cứu loại tên lửa này từ năm 1985, nhưng tốc độ phát triển chỉ được đẩy nhanh hơn vào năm 1994 khi mối quan tâm về một loại tên lửa mới nổi lên. Việc thử nghiệm đã cho thấy hiệu quả và độ chính xác cao của tên lửa với các điểm khác biệt so với AIM-120 cũng như chi phí sản xuất rẻ hơn so với việc sản xuất theo bản quyền như AIM-7. Loại tên lửa này đã được thông qua để đưa vào phục vụ năm 1999 vì thế nó có tên là Shiki 99 và tập đoàn công nghiệp nặng Mitsubishi lo việc chế tạo hàng loạt.

## Thiết kế
Shiki 99 là loại tên lửa bắn và quên sử dụng động cơ đẩy nhiên liệu rắn. Sau khi ra đa của máy bay tìm thấy mục tiêu các dữ liệu mục tiêu được chuyển đến cơ sở dữ liệu của các tên lửa thông qua hệ thống điều khiển. Khi tên lửa được bắn ra hệ thống dẫn đường quán tính được sử dụng khi bay tiếp cận vị trí của mục tiêu trong cơ sở dữ liệu và trong giai đoạn cuối nó sẽ kích hoạt ra đa chủ động băng tần X để xác định mục tiêu. Tên lửa này có thể khóa và lựa chọn cùng lúc 4 mục tiêu. Hệ thống chống nhiễu cũng được tích hợp trong tên lửa, cải thiện khả năng khóa mục tiêu bằng một loại bóng bán dẫn hiệu ứng trường thay cho đèn sóng chạy thường dùng trên các ra đa của các loại tên lửa và nếu cần loại tên lửa này cũng có thể được dùng để tìm và đánh chặn các tên lửa hành trình bay cực thấp vì hệ thống dò tìm của tên lửa cho phép làm việc đó.
Tên lửa sử dụng đầu đạn nổ phân mảnh có định hướng. Hệ thống điện tử sẽ điều chỉnh hướng nổ của đầu đạn dựa theo vị trí của mục tiêu trong ra đa với các tính toán hướng di chuyển của mục tiêu và sẽ phát nổ khi tiến lại gần trong một khoảng nhất định việc này tăng khả năng công phá và tỷ lệ hạ mục tiêu so với đầu nổ truyền thống chỉ tung ra xung quanh khi nổ hay phải đâm đầu vào mục tiêu.
Các chiếc Mitsubishi F-15J và Mitsubishi F-2 có thể mang loại tên lửa này. Hiện tại thì đang có tranh cãi về việc có nên trang bị loại này cho các chiếc F-35 nếu mua về hay không do chắc chắn với kích thước của mình thì loại tên lửa này không thể nhét vào thân F-35 mà chỉ có thể treo ngoài hoặc phải thiết kế chỉnh lại thông số tên lửa.